# اتاقی که در آن اتفاق افتاد
اتاقی که در آن اتفاق افتاد (انگلیسی: The Room Where It Happened) یک کتاب نوشتهٔ جان بولتون، وکیل،دیپلمات و مشاور امنیت ملی ایالات متحده آمریکا، دربارهٔ ریاست‌جمهوری دونالد ترامپ است که در سال ۲۰۲۰ منتشر شد. اتاقی که در آن اتفاق افتاد کتاب خاطرات جنجالی و پر سر و صدای جان بولتون از دوران حضور خود در کاخ سفید است.دونالد ترامپ بارها برای جلوگیری از انتشار این کتاب تلاش کرد. بنابر ادعای شورای امنیت ملی ایالات متحده این کتاب حاوی اطلاعات طبقه‌بندی شدهٔ امنیت ملی است و انتشار آن صدمات جبران ناپذیری به ایالات متحده وارد خواهد آورد.
جان بولتون در کتاب اتاقی که در آن اتفاق افتاد به موضوعات بسیار مهمی اشاره می‌کند. او در این کتاب ادعا می‌کند که
دونالد ترامپ از شی جین پینگ درخواست می‌کند که در انتخابات ریاست جمهوری ۲۰۲۰ به او کمک کند. بولتون ادعا می‌کند که ترامپ از اردوگاه‌های بازآموزی سین‌کیانگ آگاه است و در جلسه‌ای با شی جین پینگ از بازآموزی اقلیت مسلمان اویغورها حمایت می‌کند. بولتون ادعا می‌کند که ترامپ اصلاً نمی‌داند فنلاند کجا است و آیا بخشی از روسیه است و آیا بریتانیا سلاح اتمی در اختیار دارد یا خیر

## ادعاهای بولتون درباره‌ی خاورمیانه
دونالد ترامپ به رجب طیب اردوغان رئیس‌جمهور ترکیه گفته است که ترتیب تحقیقات جِفری برمن علیه بانک خلق را خواهد داد. بنابر گزارش‌ها بانک خلق بیش از ۲۰ میلیار دلار برای موئسسه‌هایِ ایرانی پول‌شویی کرده است.
ترامپ به خاطر اینکه بیشتر به مسئله‌ی افشای ایمیل‌های ایوانکا ترامپ پرداخته نشود، بعد از جریان قتل جمال خاشقچی از محمد بن سلمان حمایت کرده است.
دونالد ترامپ به نخست وزیر اسرائیل بنیامین نتانیاهو برای حمله به ایران چراغ سبز نشان داده است. در سال ۲۰۱۹ جان بولتون، مایک پومپئو و بنیامین نتانیاهو با موفقیت تلاش‌های دونالد ترامپ برای مذاکره با ایران را خنثی کرده‌اند.

## ترجمه در ایران
کتاب اتاقی که در آن اتفاق افتاد برای نخستین بار  در ایران توسط پوریا حسنی، انتشارات مهراندیش با متن کامل منتشر شد.